# Renny Harlin
Lauri Mauritz Harjola (Riihimäki, Finlàndia, 15 de març de 1959), conegut com a Renny Harlin, és un director, productor, guionista i actor de cinema i de televisió finlandès instal·lat a Hollywood. Ha dirigit pel·lícules com Die Hard 2 (1990), Cutthroat Island (1995), Deep Blue Sea (1999) o Exorcist: The Beginning (2004).

## Biografia
Renny Harlin és fill d'un pare metge i d'una mare infermera. Descobrí que volia dedicar-se al món del cinema amb catorze anys quan veié Charles Bronson i Don Siegel mentre graven a Hèlsinki la pel·lícula Telefon (1977). Harlin començà la seva carrera a començaments dels anys 80, realitzant anuncis per a companyies com Royal Dutch Shell. Després d'haver iniciat la seva carrera al cinema i a la televisió com a director, continuà treballant en diferents anuncis publicitaris. A les seves produccions hi sol introduir elements que facin referència al seu país natal, Finlàndia. Es casà amb l'actriu Geena Davis, a qui conegué durant la gravació de Cutthroat Island.

## Filmografia
| Any  | Pel·lícula                                                            | Notes                             |
| ---- | --------------------------------------------------------------------- | --------------------------------- |
| 1986 | Born American                                                         | També guionista                   |
| 1988 | Prison                                                                | També guionista (sense acreditar) |
| 1988 | Malson a Elm Street 4 (A Nightmare on Elm Street 4: The Dream Master) |                                   |
| 1990 | Die Hard 2                                                            |                                   |
| 1990 | The Adventures of Ford Fairlane                                       |                                   |
| 1993 | Màxim risc (Cliffhanger)                                              | També productor                   |
| 1995 | Cutthroat Island                                                      | També productor                   |
| 1996 | Memòria letal (The Long Kiss Goodnight)                               | També productor                   |
| 1999 | Deep Blue Sea                                                         |                                   |
| 2001 | Driven                                                                |                                   |
| 2004 | Mindhunters                                                           | També productor executiu          |
| 2004 | Exorcist: The Beginning                                               |                                   |
| 2006 | El pacte (The Covenant)                                               |                                   |
| 2007 | Cleaner                                                               |                                   |
| 2009 | 12 Rounds                                                             |                                   |
| 2011 | 5 dies de guerra                                                      | També productor                   |
| 2011 | Mannerheim                                                            |                                   |
| 2014 | Hèrcules: L'origen de la llegenda                                     | També guionista                   |
| 2024 | The Bricklayer                                                        | [ 1 ]                             |